# Altomare (album)
Altomare è un album dei Modena City Ramblers pubblicato il 23 giugno 2023.
Responsabile della grafica è "FolkeyMonkey" pseudonimo del cantante Davide Morandi. L'album è stato autoprodotto tramite crowdfunding

## Tracce
Edizioni musicali ModenaCityRecords.
1. Altomare (feat. Luca Morino (Mau Mau)) – 5:17
2. Fuocammare – 3:32
3. Resistenza globale (feat. Punkreas) – 3:46
4. Fratello dove sei? – 4:21
5. Che botta! – 3:26
6. Barche in mezzo al mare / Stormy Sea Polka – 5:49
7. Il nostro orizzonte – 3:49
8. Dall'altra parte – 3:56
9. Le guerre degli altri / Maledetti pacifisti – 5:22
10. In ogni tua stagione – 5:52
11. Per quanto si muore (feat. Ian Anderson, The One Who Sings) – 5:48

Durata totale: 50:58